# Gold Madness
Gold Madness è un film muto del 1923 diretto da Robert Thornby. Si basa su The Man from Ten Strike, racconto di James Oliver Curwood di cui non si conosce la data di pubblicazione.

## Trama
Olga, avide moglie di Tim Kendal, un cercatore d'oro, lascia il marito per Scotty McGee che traffica in esplosivi. Kendal, diventato membro delle forze di polizia, prenderà i due che verranno arrestati per truffa.

## Produzione
Il film, che venne girato con il titolo di lavorazione The Man from Ten Strike nei Thomas H. Ince Studios di Culver City, fu prodotto dalla Perfect Pictures e dalla Courtland Productions.

## Distribuzione
Distribuito dalla Principal Distributing, il film - presentato da E. de B. Newman - uscì nelle sale cinematografiche statunitensi dopo essere stato presentato in prima a New York il 2 ottobre 1923.